# Padixonia bispora
Padixonia bispora är en svampart som beskrevs av Subram. 1972. Padixonia bispora ingår i släktet Padixonia och familjen kolkärnsvampar.   Inga underarter finns listade i Catalogue of Life.